# Collarín de eje

Cuellarín de eje según DIN 705

El collarín de eje es componente mecánico importante, si bien sencillo, encontrado en muchas aplicaciones de transmisión de poder, más notablemente en motores y cajas de cambio.  Los collarines se utilizan como topes mecánicos, elementos de posicionamiento y caras de cojinetes.  El diseño simple se presta a una fácil instalación. 
- Datos: Q2342306